# Zernovoi (Rostov)
|  | Per a altres significats, vegeu «Zernovoi». |

Zernovoi (en rus: Зерновой) és un poble (un possiólok) de l'óblast de Rostov, a Rússia, segons el cens rus del 2010 tenia 494 habitants. Pertany al districte de Zernograd.